# Гоппе, Герман Борисович
Герман Борисович Гоппе (1926—1999) — советский поэт и педагог, участник Великой Отечественной войны.

## Биография
Родился 20 января 1926 года в Ленинграде. Отец — инженер-конструктор Борис Христианович Гоппе — был арестован 3 июля 1938 года, приговорен Особой тройкой УНКВД Ленинградской области к высшей мере наказания и расстрелян 2 ноября 1938 года. Реабилитирован посмертно (1957). Мать — Зинаида Константиновна Хохолькова умерла в 1944 году в блокадном Ленинграде.
В 1941 г. Герман Гоппе вступил добровольцем в Комсомольский полк противопожарной обороны.
В декабре 1942 года, подделав свидетельство о рождении и досрочно получив паспорт, был призван в ряды РККА участвовал в боях на Ленинградском и 1-м Прибалтийском фронтах. Был тяжело ранен. В сентябре 1944 в звании сержанта демобилизован по ранению, получил инвалидность 1-й степени.
27 октября 1944 года Герман Гоппе — автоматчик 22 стрелкового полка 201 стрелковой дивизии — награждён Орденом Красного Знамени.
Позже — Орденом Отечественной войны I степени.
В 1951 г. окончил вечернее отделение Ленинградского педагогического института им. А. И. Герцена. В 1955—1958 году учился в Высшей школе профдвижения.
Первые публикации Германа Гоппе относятся к 1948 году: рецензии, статьи, стихи в газете «Смена». В 1961 году вышла первая книга Г. Гоппе «Анхилита», поэма о девушке, эвакуированной в Ленинград из охваченной войной Испании.
В 1958—1980 работал литературным консультантом ленинградской молодёжной газеты «Смена», вёл рубрику «У нас на поэтической пятнице». С 1971 член Союза писателей СССР. В 1977—1989 референт Ленинградской писательской организации, возглавлял Комиссию по работе с молодыми литераторами, в 1973—1991 вёл Литературное объединение при Дворце культуры им. Ф. Э. Дзержинского.

"Это был замечательный педагог, не представляю себе лучшей литературной школы. Мне  кажется, то, что он дал нам, своим ученикам, стоит нескольких литературных институтов. Он железными гвоздями вколачивал в нас главное: умение смотреть на собственный текст со стороны, глазами читателя. Он учил нас чувствовать звучание слова (важнейшее умение не только в поэзии, но и в прозе). Да всего сейчас и не разложишь по полочкам: наука, полученная от Гоппе, давно стала частью собственного сознания".
Захар Оскотский, российский писатель, прозаик и публицист, член Российского Союза профессиональных литераторов

Много лет занимался историей Санкт-Петербурга XVIII—XIX вв., изучал архивы. Его многочисленные очерки о прошлом города, рассказы о выдающихся людях северной столицы публиковались в 1990—2000 в журналах «Нева» и «Костёр». В 1990-98 регулярно участвовал в радиопередачах Ленинградского-Санкт-Петербургского радио «Заячий остров». Значительная часть этих материалов составила его книги «Твое открытие Петербурга» и «На земле была одна столица…».
Скончался 12 января 1999 г. Похоронен на Смоленском кладбище.

### Стихи для детей
- Анхилита. — Л.: Детгиз, 1961. — 88 с. — 60 000 экз.[8]
- Великий и простой. — Л.: Детгиз, 1962. — 112 с. — 110 000 экз.[9]
- Костры. — Л.: Детгиз, 1963. — 28 с. — 310 000 экз.
- Анхилита. Л., 1963
- О двух Петях. — Л.: Детская литература, 1965. — 42 с. — 100 000 экз.
- Великий и простой. Л., 1966 (в соавторстве с В. М. Верховским)
- Волшебная кобура. — Л.: Детская литература, 1967. — 38 с. — 150 000 экз.
- Пингвин Петрович. — Л.: Детская литература, 1967. — 80 с. — 100 000 экз.
- Солдатская книжка. — Л.: Детская литература, 1968. — 48 с. — 300 000 экз.
- Анхилита. Л., 1968
- Открытое собрание. — Л.: Детская литература, 1969. — 48 с. — 300 000 экз.
- Без тебя не победить. — Л.: Детская литература, 1970. — 32 с. — 100 000 экз.
- Алёшкина высота. — Л.: Детская литература, 1972. — 66 с. — 150 000 экз.
- Взвод моего детства. — Л.: Детская литература, 1973. — 46 с. — 150 000 экз.
- Лишних нет на корабле. Поэма о рыжем друге. — Л.: Детская литература, 1974. — 64 с. — 150 000 экз.
- Анхилита. Л., 1979
- Воробей, Пингвин и Рыжик. — Л.: Детская литература., 1984. — 128 с. — 150 000 экз.
- Седой хлеб. — Л.: Детская литература, 1988. — 160 с. — 40 000 экз. — ISBN 5-08-000040-6.[10]

### Сборники стихов
- Солдатская память. — Л.: Лениздат, 1981. — 86 с. — 25 000 экз.
- Взаимность. — Л.: Советский писатель, 1983. — 88 с. — 20 000 экз.
- ... И навсегда.. — Л.: Лениздат, 1985. — 96 с. — 10 000 экз.
- Прикосновение. — Л.: Советский писатель, 1986. — 152 с. — 10 000 экз.
- Мы все равно виновны.... — Л.: Советский писатель, 1991. — 304 с. — 10 000 экз. — ISBN 5-265-01244-3.

### Книги о Петербурге
- Твоё открытие Петербурга. — Лицей, 1995. — 240 с. — 7500 экз. — ISBN 5-8452-0057-1.
- "На земле была одна столица...": Заметки на полях истории великого города.. — СПб.: Петербургский писатель, 2000. — 3000 экз. — ISBN 5-88986-022-4.[11]